# کاربینوکسامین
کاربینوکسامین (انگلیسی: Carbinoxamine) یک داروی آنتی هیستامین و آنتی کولینرژیک است که برای تب یونجه، رینیت وازوموتور، کهیر خفیف، آنژیوادم، پوست و ملتحمه آلرژیک استفاده می‌شود. کاربینوکسامین یک آنتاگونیست هیستامین، به ویژه یک آنتاگونیست H1 است.